# Anne Waldman

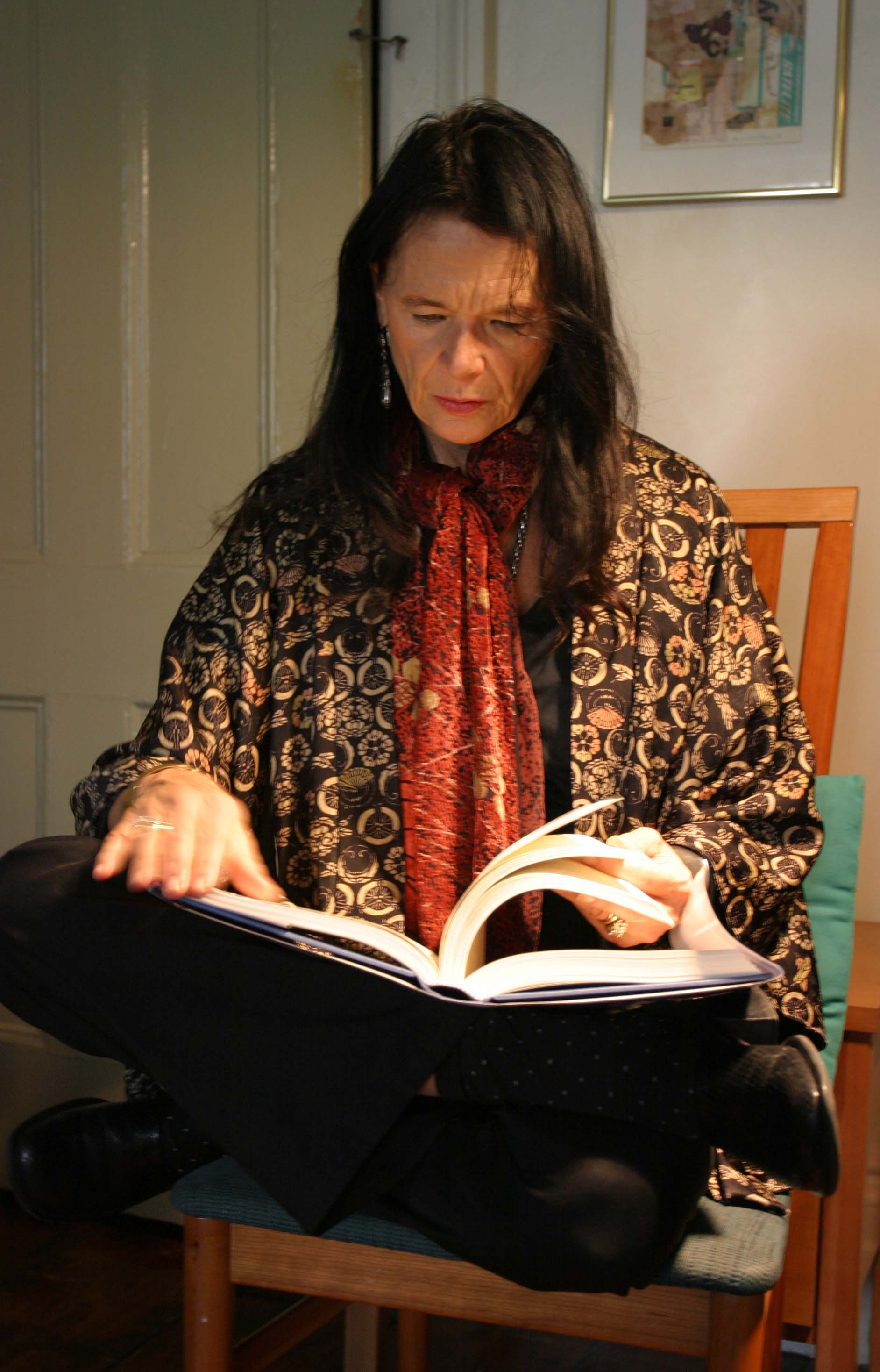
Anne Waldman

Anne Waldman (* 2. April 1945 in Millville, New Jersey) ist eine US-amerikanische Schriftstellerin und Performance-Künstlerin. Sie ist bekannt für ihren experimentellen Zugang zu Literatur.

## Leben und Wirken
Waldman wuchs in New York City auf und kam durch ihre Mutter mit Literatur in Berührung. Begegnungen mit Autoren einerseits sowie Musikern, darunter Thelonious Monk und Pete Seeger andererseits, inspirierten sie bereits früh dazu, die konventionellen Grenzen geschriebener Sprache zu hinterfragen und später durch performative Qualitäten zu überschreiten. 1965 reiste sie nach Kalifornien, um an der „Berkeley Poetry Conference“ teilzunehmen. Dort lernte sie, neben anderen literarischen Größen, Allen Ginsberg kennen, mit dem sie eine lebenslange künstlerische Freundschaft verband. Nach ihrem Studienabschluss am Bennington College kehrte Waldman 1966 nach New York zurück und wurde stellvertretende Direktorin und später Direktorin des „Poetry Project“ in der New Yorker „St. Mark’s Church-in-the-Bowery“. Im Zuge des Projektes gab sie einige öffentliche Lesungen und wurde als „Performance-Literatin“ bekannt. In dieser Zeit begann sie außerdem bei Chögyam Trungpa Rinpoche, einem Meditationsmeister des tibetischen Buddhismus, zu lernen. 1974 gründete sie mit Allen Ginsberg und Diane DiPrima die „Jack Kerouac School of Disembodied Poetics“ an der Naropa University, die erste buddhistisch inspirierte Schule in der westlichen Hemisphäre, wo sie bis heute unterrichtet.
Neben ihrer literarischen Tätigkeit engagierte sich Waldman für zahlreiche feministische, ökologische und menschenrechtliche Anliegen. In den 1970er Jahren war sie gemeinsam mit Daniel Ellsberg und Allen Ginsberg in der „Rocky Flats Truth Force“ aktiv, einer Organisation, die sich gegen die Atomwaffenfabrik Rocky Flats zehn Meilen südlich von Boulder (Colorado) wendete. Auch in der Occupy-Bewegung in New York und Washington war sie aktiv beteiligt.

## Veröffentlichungen
Waldman hat mehr als 40 Bücher geschrieben. Dazu zählen unter anderem Fast Speaking Woman (1975), Marriage: A Sentence (2000) und Voice’s Daughter of a Heart Yet to Be Born (2016). Auf ihrer Webseite findet sich eine umfassende Liste ihrer Publikationen.

## Auszeichnungen
Waldman erhielt zahlreiche Auszeichnungen für ihr Schaffen, darunter den American Book Awards’ Lifetime Achievement Award, den Dylan Thomas Memorial Award und den National Literary Anthology Award. Außerdem gewann sie zweimal den International Poetry Championship Bout in Taos, New Mexico. 2013 erhielt Waldman das Guggenheim-Stipendium.